# 감일초등학교
감일초등학교(甘一初等學校)는 대한민국 경기도 하남시에 있는 공립 초등학교이다.

## 연혁
- 2019년 9월 1일 : 개교